# Foua Toloa
Foua Toloa (overleden in Californië, 23 juni 2015) was faipule van het Tokelaus atol Fakaofo, en vertegenwoordigde zijn atol op het nationale niveau als minister van Financiën, Telecommunicatie, Energie en Transport.
Door een vast rotatiesysteem, waarbij elke van de drie faipule gedurende een jaar van zijn driejarige ambtstermijn ook premier van het hele territorium is, was Foua Toloa vanaf 21 februari 2011 tot 2012 premier van Tokelau (Ulu-o-Tokelau). Ex officio was hij daardoor ook minister van Buitenlandse Zaken, minister voor het Tokelaus Parlement en Kabinet, minister van Jeugd, Sport, Cultuur en Vrouwenzaken, minister van Nationale Publieke Dienstverlening, minister van Justitie en minister van Uitzendingen (i.c. radio). 
Toloa volgde Kuresa Nasau uit Atafu op, die op zijn beurt zelf op Toloa's plaats was gekomen na diens eerste premierschap van 21 februari 2009 tot dezelfde dag in 2010. Aan het begin van die eerste termijn had Toloa Pio Tuia uit Nukunonu opgevolgd.
Toloa was gehuwd met Fesola’i Logo Faletoese Toloa.

## Kabinet 2011-2012
- Keli Koloi (Atafu) - minister van Economische Ontwikkeling, Natuurlijke Hulpbronnen en Milieu en Onderwijs
- Salesio Lui (Nukunonu) - minister van Volksgezondheid en Ondersteunende Diensten